# Флаг Новомихайловского городского поселения
Флаг муниципального образования Новомиха́йловское городское поселение Туапсинского района Краснодарского края Российской Федерации — опознавательно-правовой знак, служащий официальным символом муниципального образования.
Флаг утверждён 31 августа 2009 года и внесён в Государственный геральдический регистр Российской Федерации с присвоением регистрационного номера 6989.

## Описание
«Полотнище жёлтого цвета с отношением ширины к длине 2:3, несущее вдоль нижнего края синюю полосу в 1/8 ширины полотнища; на жёлтой части полотнища красным цветом воспроизведены солнце и три крепостных башни; детали башен (швы кладки, окна и арки ворот) — чёрные».

## Обоснование символики
Флаг языком символов и аллегорий отражает исторические, географические и экономические особенности Новомихайловского городского поселения.
Жёлтый цвет флага аллегорически указывает на песчаную береговую полосу Новомихайловской курортно-санаторной зоны, на которой созданы дома отдыха, оздоровительные комплексы, пансионаты и санатории.
Синяя полоса символизирует чистые воды Чёрного моря, омывающего берега и пляжи поселения. Синий цвет (лазурь) — символ красоты, добродетели, преданности, чести и водных просторов.
Три красных четырёхзубчатых башни — символ трёх древнейших поселений существовавших на нынешней территории Новомихайловского поселения (Старая Ахайя, Зихополь, Дузу-Кале).
Окно в виде прямого креста в центральной башне напоминает о том, что эти земли принадлежали в V—VI веках н. э. Зихийской епархии Константинопольского патриархата.
Красное тридцатилучевое солнце без лица — символ тридцативековой истории земель, именуемых ныне — Новомихайловское городское поселение.